# Jožef Balant
Jožef Balant (tudi Walland), slovenski rimokatoliški duhovnik, goriški škof in nadškof ter metropolit ilirski, * 28. januar 1763, Nova vas pri Lescah, † 11. maj 1834, Gorica.

## Življenje in delo
Bil je sin Jožefa Valanda in njegove druge žene Barbare (rojena Fišter). Šolal se je v Ljubljani, bogoslovje je študiral v centralnem semenišču v Gradcu in  po posvečenju 15. novembra 1789 še eno leto na dunajski univerzi. Kot kaplan je služboval v Kresnicah (1791) in Velikih Laščah ter kot katehet na glavni šoli v Ljubljani, 1798 je postal profesor moralne in pastoralne teologije na liceju, 1805 stolni kanonik in nadzornik ljudskih šol. V tem času je bil udeležen pri pregledovanju Japljeve biblije. V času Ilirskih provinc je bil ravnatelj na akademiji (1810-1813), po odhodu Francozov je zopet poučeval moralko in pastoralko in vodil licej. Leta 1815 je bil imenovan za gubernijalnega svetnika v Trstu, 1816 se je v isti lastnosti vrnil v Ljubljano, kjer je ostal do 1818, ko ga je 8. marca cesar Franc I. imenoval za goriškega škofa. Škofovsko posvečenje je prejel 22. novembra 1818 v Ljubljani, škofovsko stolico pa je zasedel 10. januarja 1819. Kot škof je od samega začetka skrbel za duhovniški naraščaj. Dva dni po njegovi intronizaciji sta začeli delovati centralno semenišče za Primorje in modroslovno-bogoslovno učilišče v Gorici. Ko so se 1830 na novo uredile škofijske meje, se je od Gorice odcepilo 16 župnij in kurij (vipavska dekanija in Črni Vrh pri Idriji) in pripojilo k ljubljanski škofiji. Z bulo 3. avgusta 1830 je papež Pij VIII. povzdignil Gorico v nadškofijo, njega pa v nadškofa in metropolita ilirskega s podrejenimi škofi ljubljanskega in tržaškega gubernija - torej z ljubljanskim, tržaško-koprskim, poreško-puljskim in krškim škofom kot sufragani (sufragan; nadškofu podrejen škof). S tem je postal prvi Slovenec, ki je prejel naziv nadškofa. Zadnja leta je bolehal in umrl 11. maja 1834.
Kot osnovnošolski nadzornik ljubljanske škofije je pospeševal zlasti ustanavljanje podeželskih trivialk (trivialka je bila nekdanja podeželska osnovna šola, uvedena s šolsko reformo Marije Terezije), nedeljskih ponavljalnih in začetnih šol, se bojeval za poučevenje v slovenščini, za slovenske osnovnošolske učitelje, za ločitev učiteljske službe od cerkovniške, za boljše triletno izobraževanje učiteljskih kandidatov v slovenščini ter z Matevžem Ravnikarjem in Francem Serafinom Metelkom dosegel, da je bila 1818 slovenščina z metodiko predmet poklicnega izobraževanja učiteljskih kandidatov v Ljubljani.
Nadškof Balant sodi med naše najpomembnejše cerkvene osebnosti in hkrati tudi med naše pomembne narodnobuditeljske duhovnike in šolnike. Zaslužen je za razvoj osnovnega, višjega in visokega šolstva. Od njegove polsestre Neže sin, Jernej Legat, je tudi postal škof, in sicer v Škofiji Trst in Koper.